# Austrogymnocnemia nigrescens
Austrogymnocnemia nigrescens is een insect uit de familie van de mierenleeuwen (Myrmeleontidae), die tot de orde netvleugeligen (Neuroptera) behoort. 
Austrogymnocnemia nigrescens is voor het eerst wetenschappelijk beschreven door New in 1985.